# Semibulbus zekharya
Semibulbus zekharya là một loài nhện trong họ Oonopidae.
Loài này thuộc chi Semibulbus. Semibulbus zekharya được Michael Saaristo miêu tả năm 2007.